# Zabytki w Lublinie

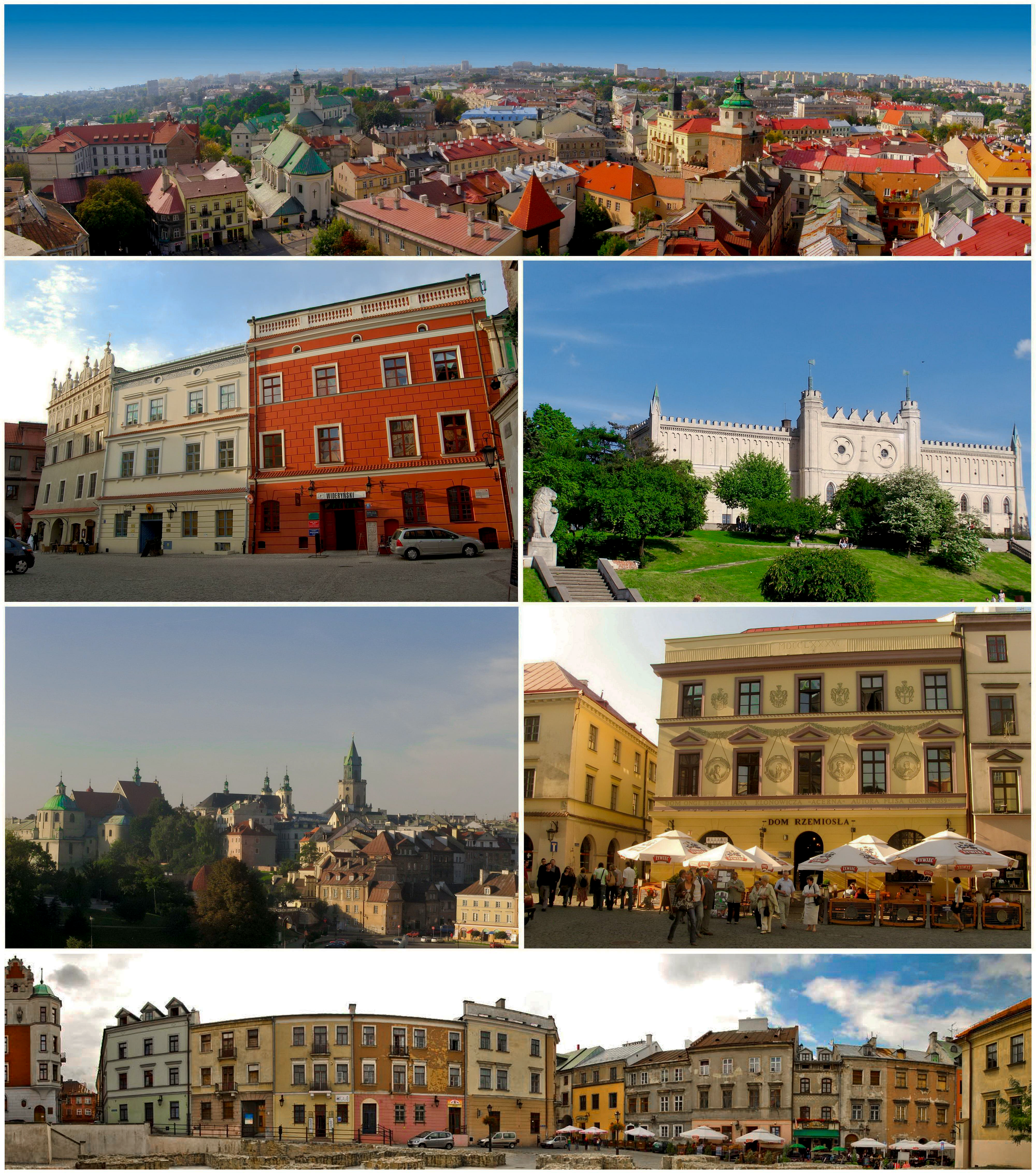
Kolaż zdjęć Lublina. Stare Miasto i Śródmieście, kamienice w Rynku, Zamek Lubelski, Stare Miasto, kamienica Klonowica, kamienice przy placu Po Farze.

Dzięki temu, że Lublin jest jednym z najstarszych miast Polski, zachowały się w nim pamiątki z różnych epok, począwszy od zarania polskiej państwowości, przez pełne średniowiecze, renesans (szczególnie tzw. renesans lubelski, który stanowił złoty okres w rozwoju miasta), barok, klasycyzm, aż po czasy późniejsze. Swoje materialne ślady pozostawili tam zarówno zaborcy, jak i działacze niepodległościowi. Również XX wiek zostawił po sobie wiele obiektów. Pamiątki te uzupełniają zbiory muzeów, oferta kulturalna teatrów i kin.
Obok Bramy Krakowskiej drugi rozpoznawalny symbol architektoniczny miasta stanowi Zamek Lubelski. Budowę grodu na wzgórzu zamkowym przypisuje się Bolesławowi Chrobremu. Najstarszymi zachowanymi obiektami w zamku są kaplica Świętej Trójcy oraz XIII-wieczny donżon. Z czasów budowy i rozbudowy zamku pochodzi również gotycka baszta obronna, znajdująca się obok Bramy Krakowskiej. W pobliżu zamku usytuowane są dawne zabudowania szpitala św. Łazarza i kościół św. Wojciecha.
Istotną częścią architektury Lublina jest miejscowa architektura kościelna. Budowle sakralne prezentują różne okresy stylowe od gotyku do czasów współczesnych.
Z uwagi na bogatą historię osadnictwa, którego początki sięgają VI wieku, w Lublinie znajduje się szereg zabytków wpisanych do rejestru zabytków nieruchomych Krajowego Ośrodka Badań i Dokumentacji Zabytków. Poniżej przedstawiony jest spis wybranych zespołów i obiektów znajdujących się w granicach administracyjnych Lublina i wpisanych do rejestru zabytków nieruchomych według stanu na 20 lipca 2009 roku.

## Stare Miasto

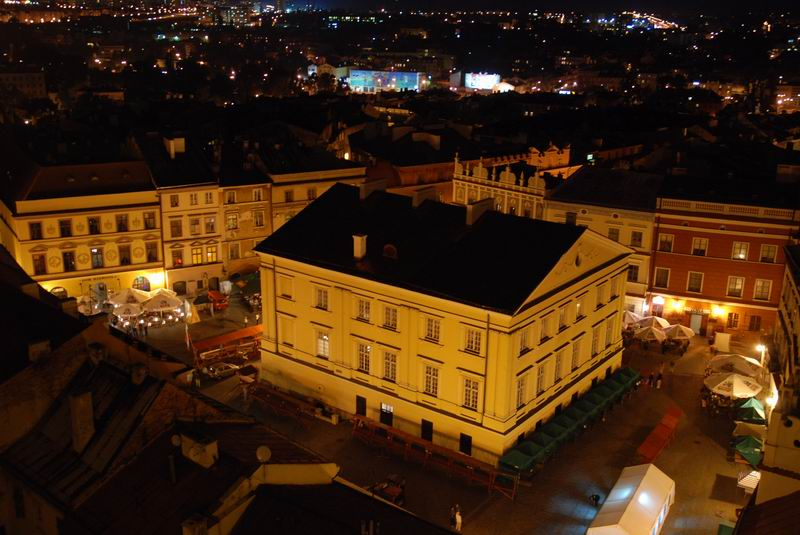
Trybunał Koronny (Stary Ratusz) nocą

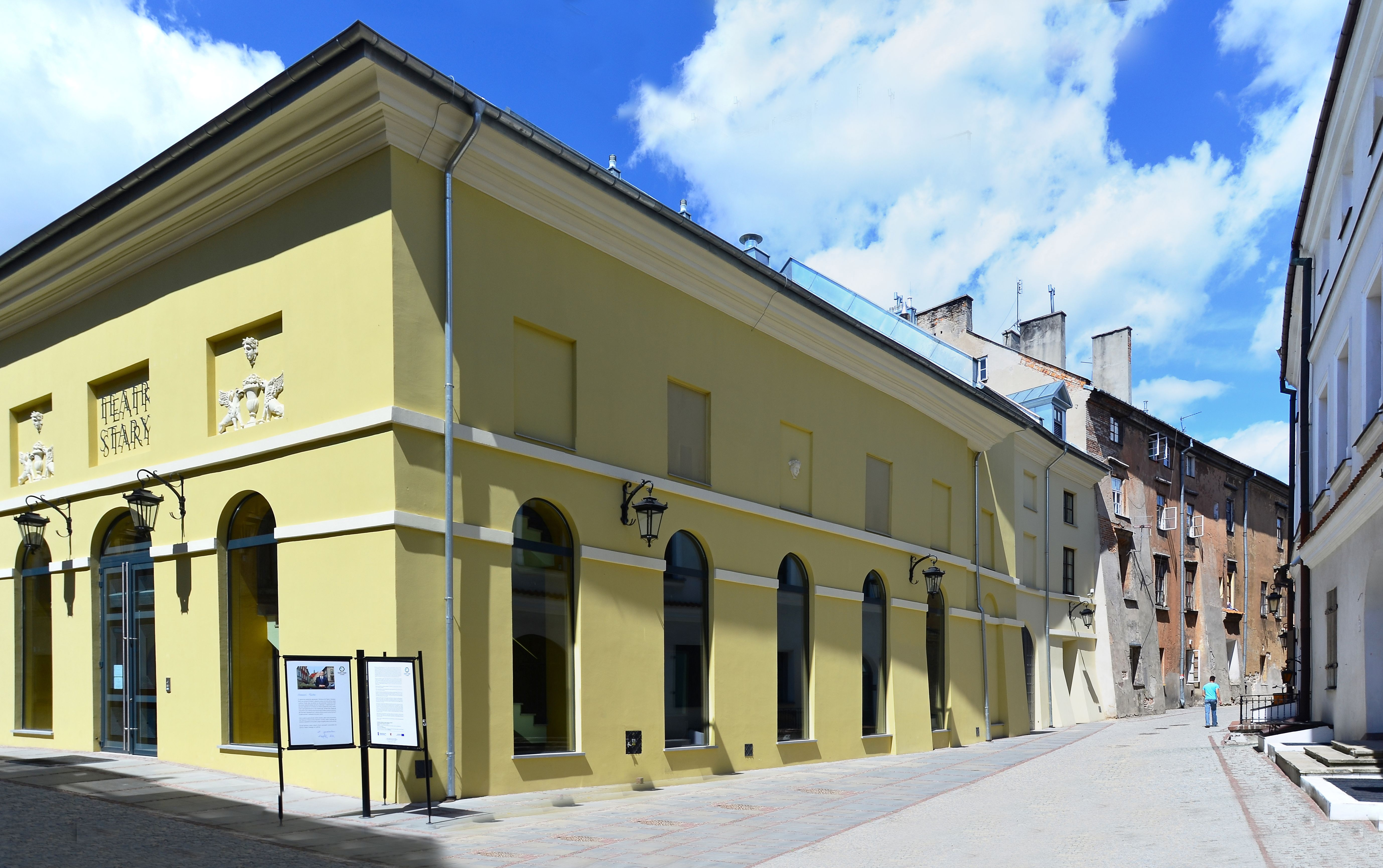
Teatr Stary

Wybrane zabytki znajdujące się na obszarze Starego Miasta:
- stary ratusz, tzw. Trybunał Koronny – dawniej najwyższy sąd apelacyjny Korony Królestwa Polskiego I Rzeczypospolitej dla spraw prawa ziemskiego, czyli szlacheckiego na Małopolskę[2]. Przebudowany w latach 1781–1787, zastąpił dawny drewniany ratusz, spalony w 1389 roku.
- Teatr Stary, dawniej zwany Zimowym – najstarszy tego typu obiekt teatralny w Polsce, zbudowany w XIX wieku. Początkowo mieściły się w nim lubelska scena dramatyczna i operowa, a w XX wieku także kino.

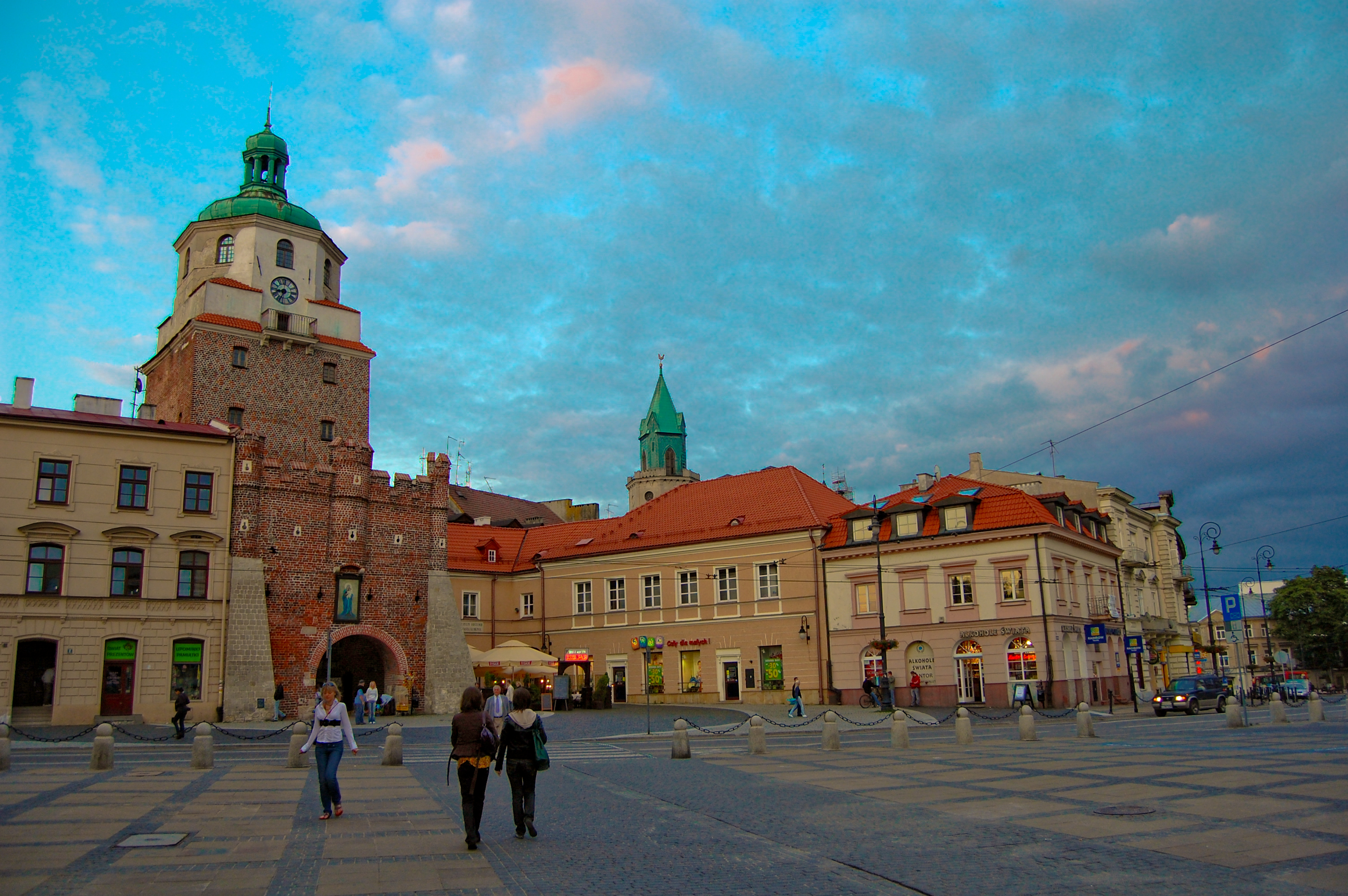
Plac Łokietka – Brama Krakowska, w tle Wieża Trynitarska

- część dawnych fortyfikacji miejskich:
  - mury obronne z Basztą Gotycką, zwaną także Basztą Półokrągłą i będąca, wraz z fragmentem murów obronnych, świadectwem gotyckich obwarowań staromiejskich.
  - Brama Krakowska – XIV-wieczna brama strzegąca dostępu do Starego Miasta, historyczny symbol miasta. Pozostałość murów obronnych z XIV wieku; zbudowana w stylu gotyckim, w XVIII wieku nadano jej rys barokowy.

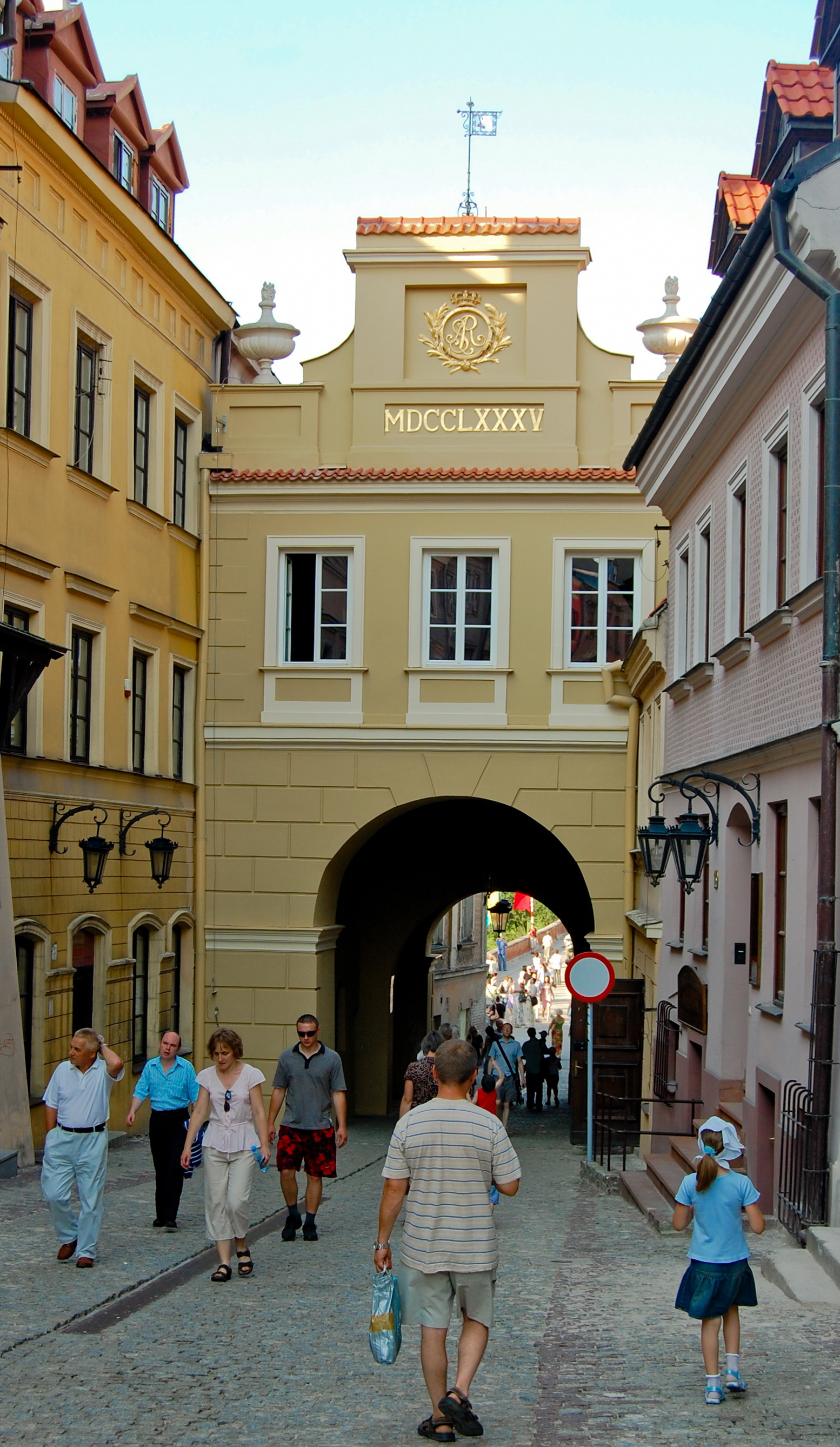
Brama Grodzka

- Brama Grodzka, zwana też Żydowską – brama miejska prowadząca z zamku na Stare Miasto, kolejna pozostałość pierwszych murowanych elementów obwarowań Lublina, wybudowanych w 1342 roku, po zezwoleniu Kazimierza Wielkiego.

- zespół zamkowy:

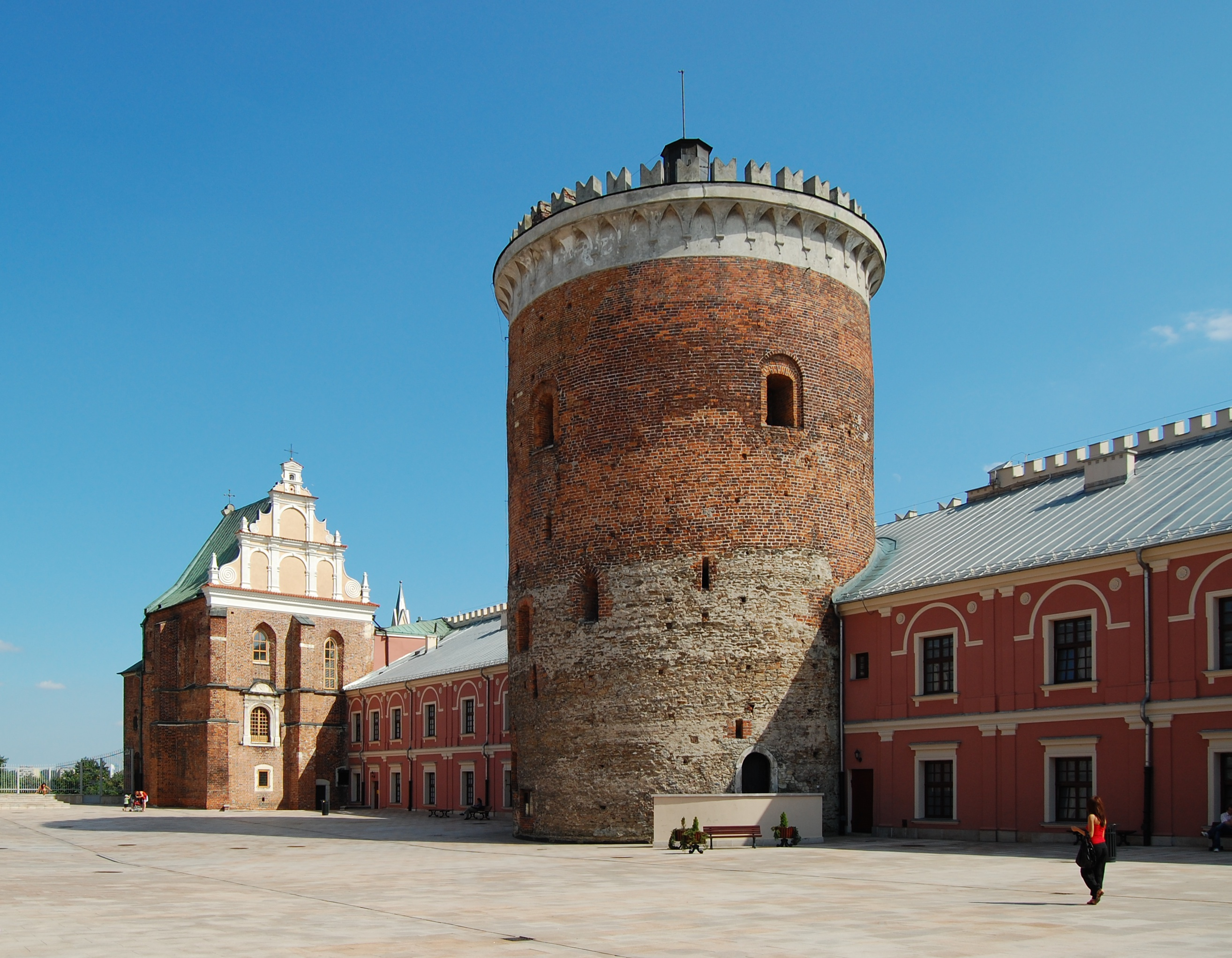
Dziedziniec zamkowy – kaplica Trójcy Świętej i donżon

  - zamek lubelski – pierwotnie zbudowany w XII wieku, wielokrotnie przebudowywany, podczas okupacji niemieckiej mieściło się tam więzienie, następnie na takie same cele zamek zaadaptowało NKWD, dopiero w połowie lat 50. XX wieku powstało tu Muzeum Lubelskie.
  - XIII-wieczny donżon – zabytek sztuki romańskiej i jedna z najstarszych budowli na Lubelszczyźnie, powstała w XIII wieku jako budowla obronno-mieszkalna. Stanowiła część grodu kasztelańskiego, a w XIX wieku, w czasie budowy gmachu przeznaczonego na więzienie, wieża znalazła się w obrębie murów zamku.
  - Kaplica Trójcy Świętej – znajdująca się na dziedzińcu zamkowym, połączona z częścią muzealną zamku, wystawiona przed rokiem 1327. W drugim dziesięcioleciu XV wieku podjęte zostały prace malarskie we wnętrzu kościoła – ściany i sklepienie pokryte zostały polichromią w stylu rusko-bizantyńskim. Malowidła ukończono w 1418 roku, co zostało utrwalone cyrylicą na tablicy fundacyjnej w łuku tęczowym kościoła.
  - dawne więzienie
  - fragment muru obwodowego z basztą

- zespół klasztorny jezuitów:

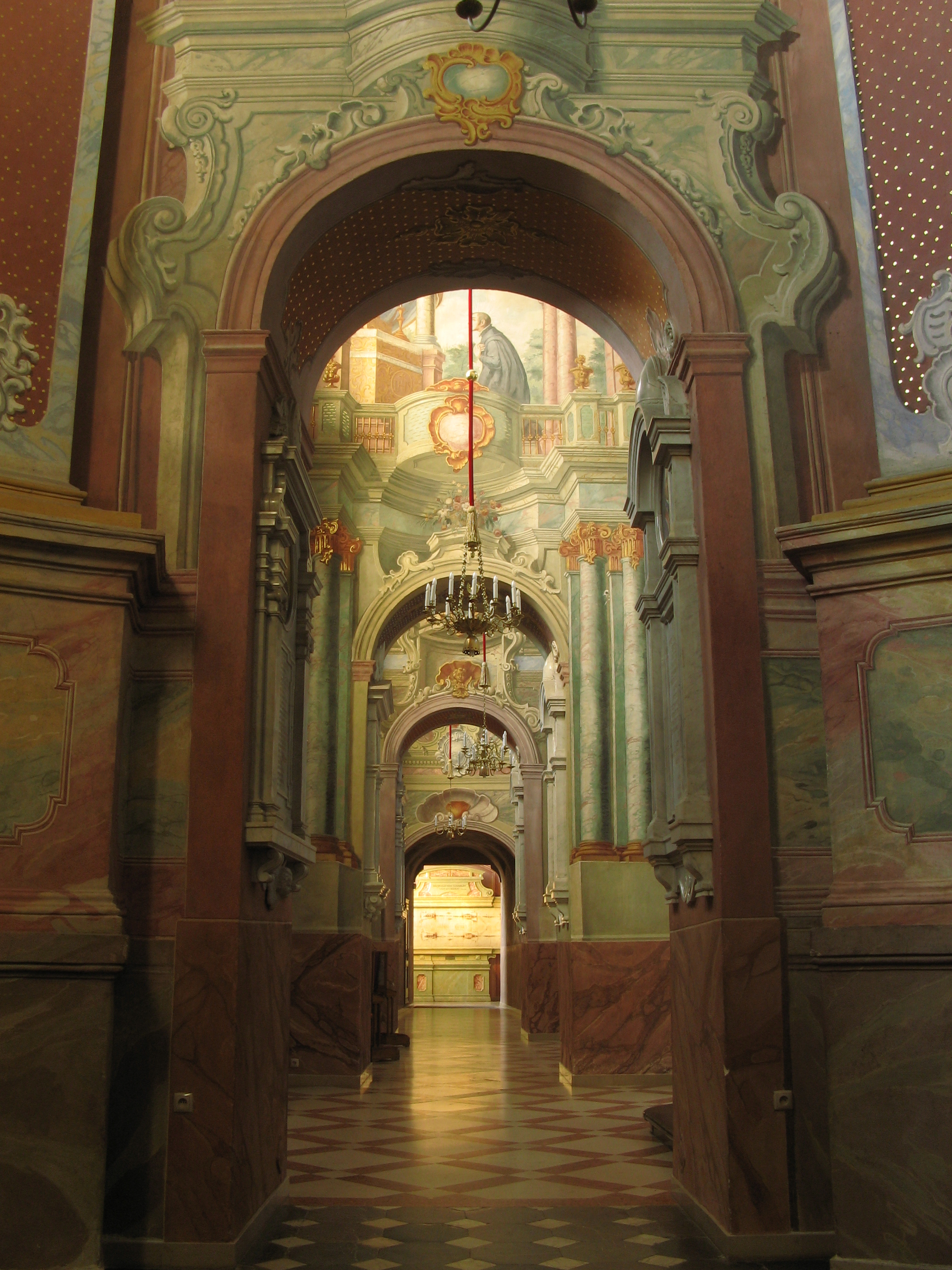
Wnętrze archikatedry

  - kościół św. Jana – największy kościół w Lublinie, pełniący funkcję kościoła archikatedralnego archidiecezji lubelskiej, perła baroku na Lubelszczyźnie, pokryta iluzjonistycznymi freskami autorstwa nadwornego malarza Augusta III Sasa, Józefa Meiera.
  - szkoła przy ul. Jezuickiej
  - kolegium jezuickie
  - Wieża Trynitarska – neogotycka wieża-dzwonnica, najwyższy zabytkowy punkt wysokościowy Lublina – z platformy widokowej, na wysokości 40 metrów roztacza się rozległa panorama miasta. Nazwa wieży pochodzi od zakonu oo. trynitarzy, którzy przebywali w pojezuickich zabudowaniach klasztornych, znajdujących się w pobliżu wieży.

- zespół klasztorny dominikanów:

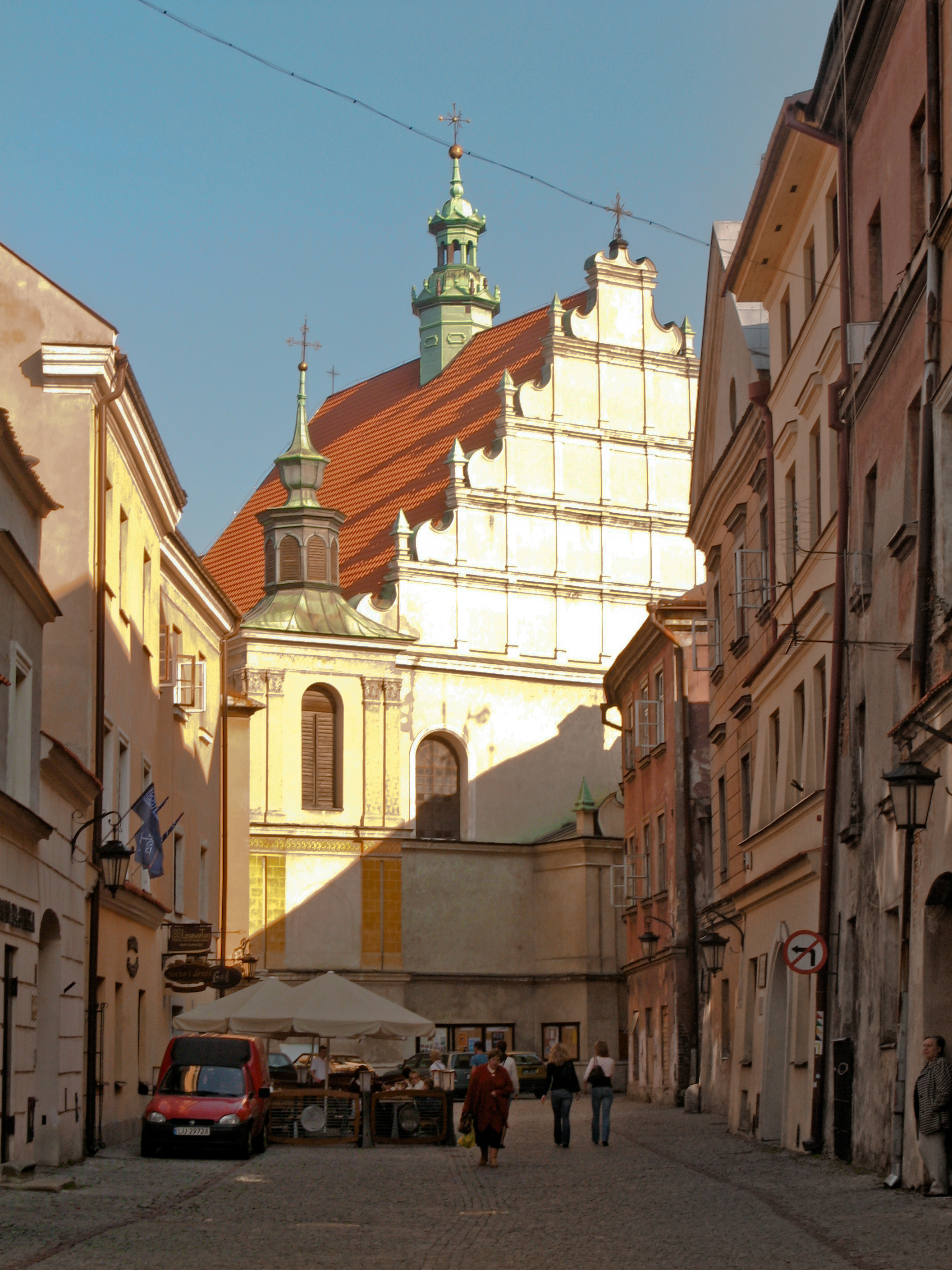
Kościół dominikanów

  - kościół pw. św. Stanisława – jedna z najstarszych świątyń Lublina, wraz z klasztorem jest jedną z najdłużej istniejących instytucji miasta. Za datę pierwszej fundacji kościoła klasztornego przyjmuje się rok 1253, obecny kościół został zbudowany w XIV wieku, z fundacji Kazimierza Wielkiego w 1342 r. Świątynię otacza jedenaście kaplic.
  - klasztor – od południa do bazyliki przylega kompleks klasztorny, z dwoma wirydarzami, z pochodzącą z wieku XIV częścią wschodnią, mieszczącą m.in. wspartą na jednym filarze „Salę Unii” – dawny refektarz klasztorny, rozbudowywany w wiekach XVI-XVIII. Według podań w roku 1569 w sali tej podpisano akt unii lubelskiej.

- zespół dawnego kościoła farnego:

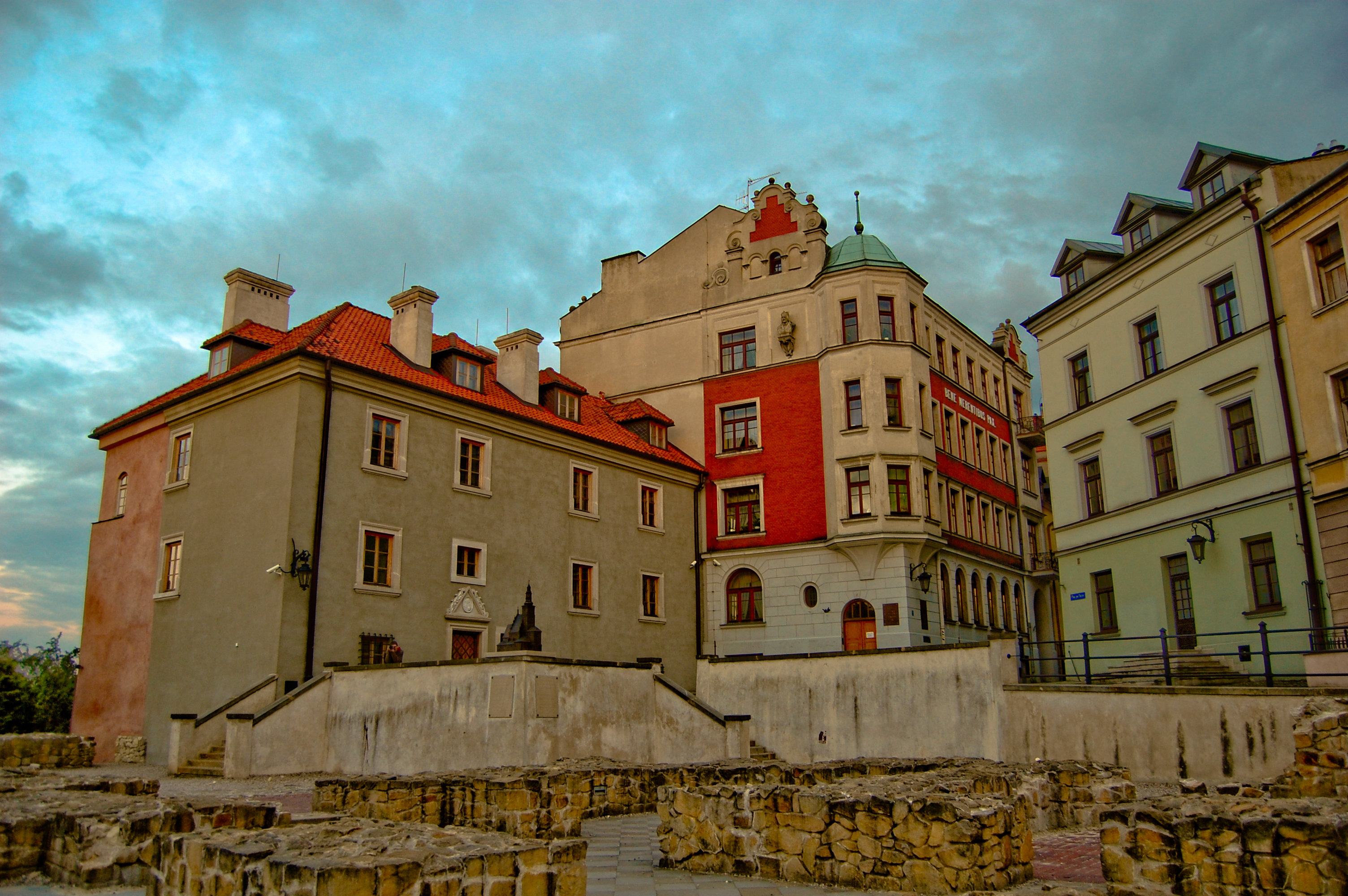
Plac Po Farze, widok na fundamenty kościoła św. Michała, dawny dom mansjonarski oraz tzw. Mały Ratusz

  - fundamenty kościoła pw. św. Michała – nieistniejącego obecnie kościoła farnego, jednej z najstarszych świątyń w mieście, prawdopodobnie pierwszej murowanej świątyni we wschodniej Polsce. Budowla była najstarszym gotyckim kościołem Lublina, jednak z powodu zniszczeń po pożarze została rozebrana w roku 1846. W 2002 r. dokonano zagospodarowania placu Po Farze, wyeksponowano fundamenty kościoła, wmontowano w nie oświetlenie, położono kostkę i wykonano mury z wapienia.
  - dom mansjonarski – XV-wieczny zabytek w zespole dawnego kościoła farnego, pierwotnie baszta w murach miejskich[3], a po powołaniu w XVI wieku mansjonarzy, przebudowana na kamienicę mieszkalną[4]. W późniejszych czasach budynek był wielokrotnie przebudowywany, przed II wojną światową służył m.in. jako kamienica czynszowa, obecnie mieszka w nim Janusz Palikot[5].
  - plebania, obecnie dom kultury

- zespół kościoła pw. św. Wojciecha:
  - kościół św. Wojciecha
  - szpital św. Łazarza

- zespół klasztorny jezuitów:
  - kościół pw. św. Piotra Apostoła
  - klasztor

- sobór Przemienienia Pańskiego:
  - cerkiew parafii pw. Przemienienia Pańskiego
  - cmentarz cerkiewny i ogrodzenie z bramkami

- wybrane[6] kamienice staromiejskie:

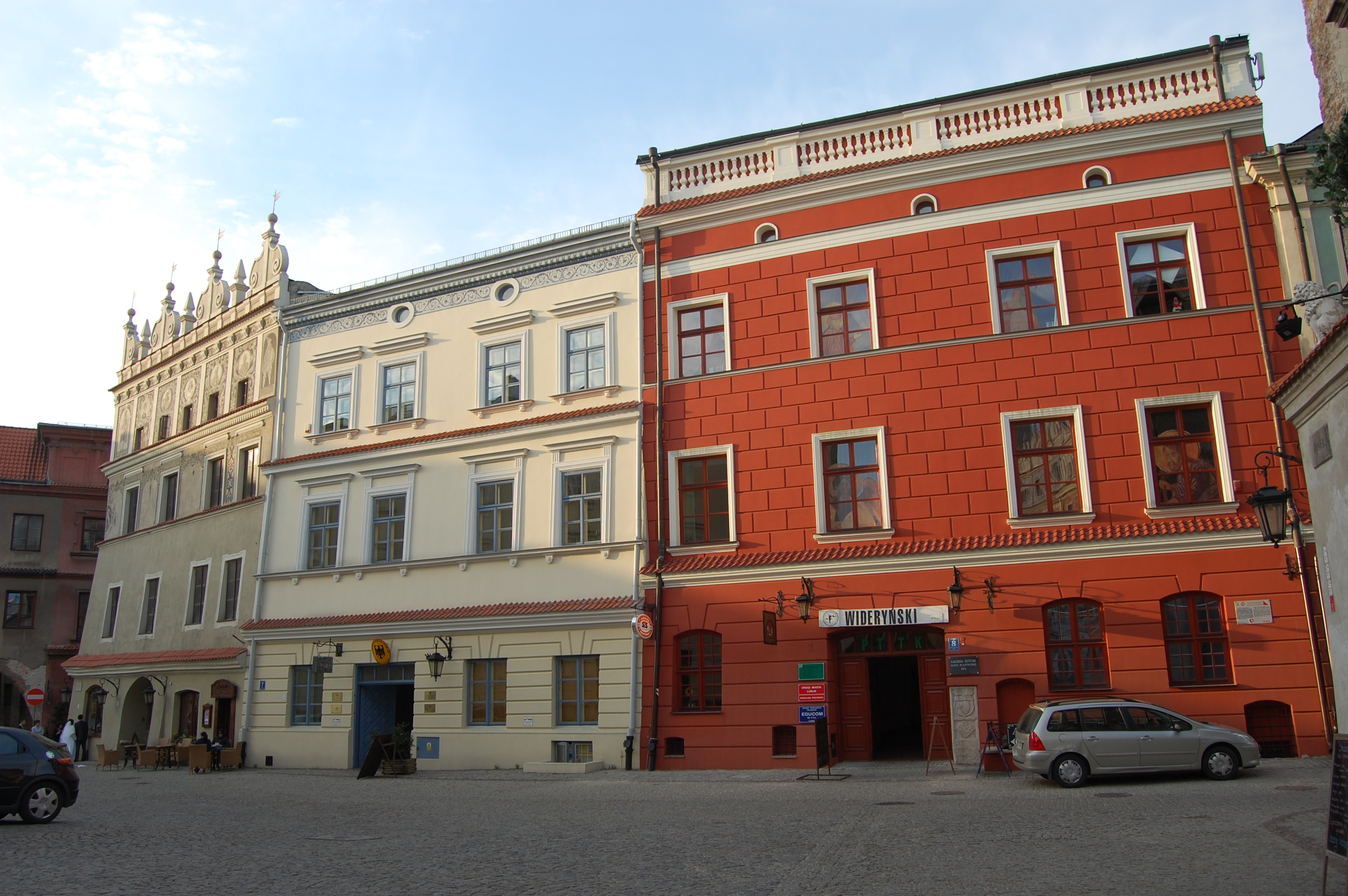
Kamienice na Rynku Starego Miasta, „strona Lubomelskich”

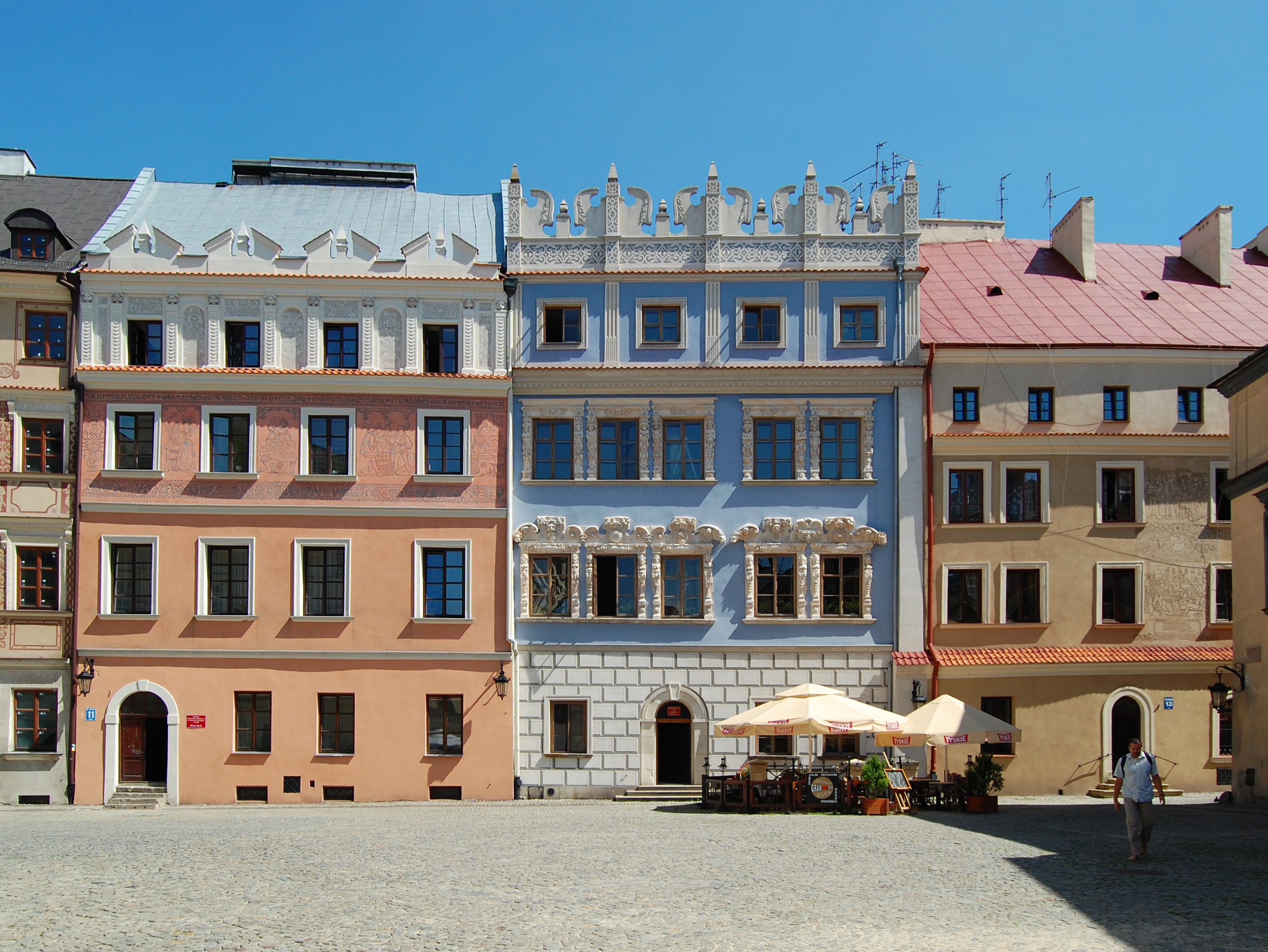
Rynek Starego Miasta, po prawej stronie kamienica Konopniców

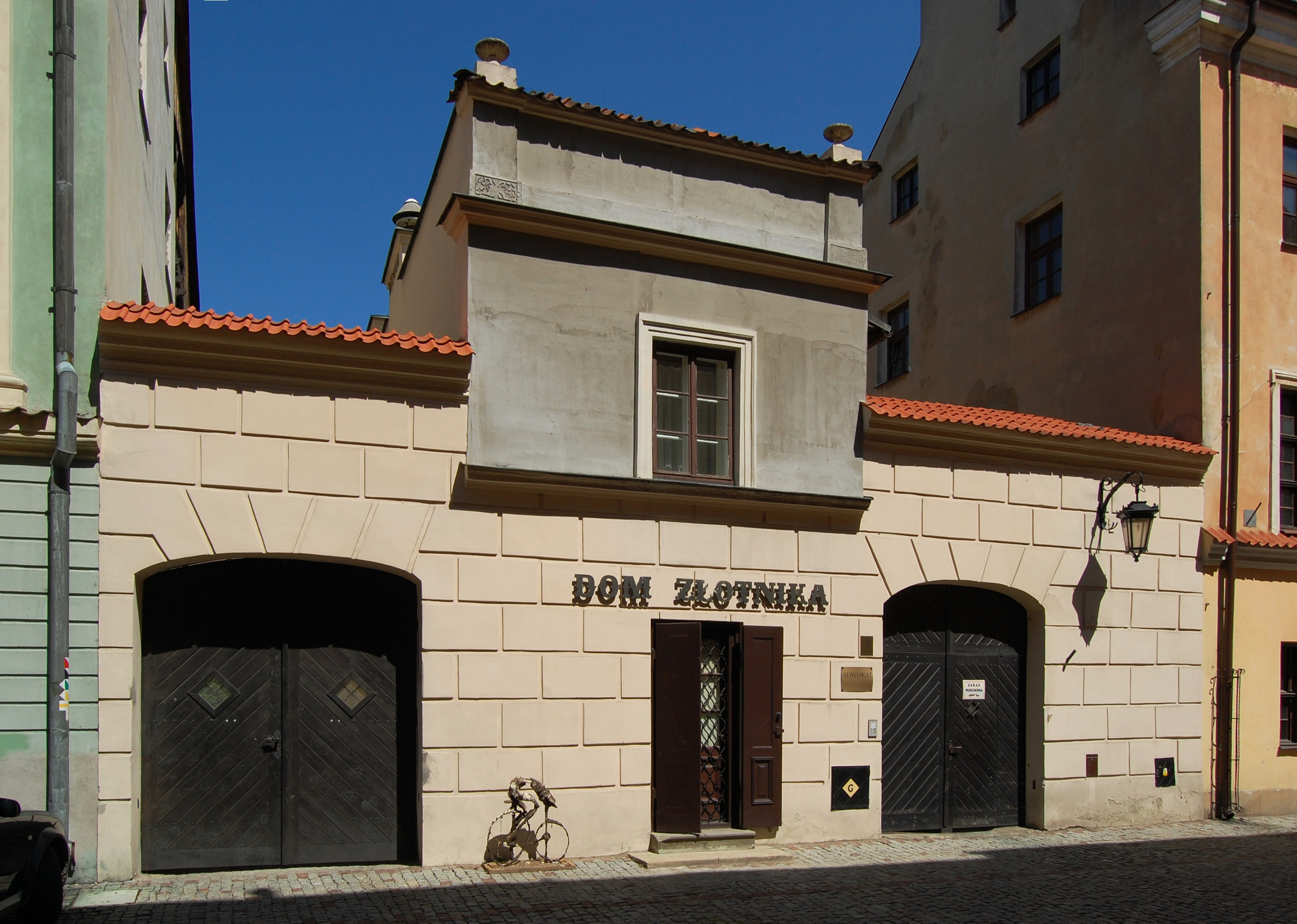
Muzeum Dom Złotnika przy ul. Złotej

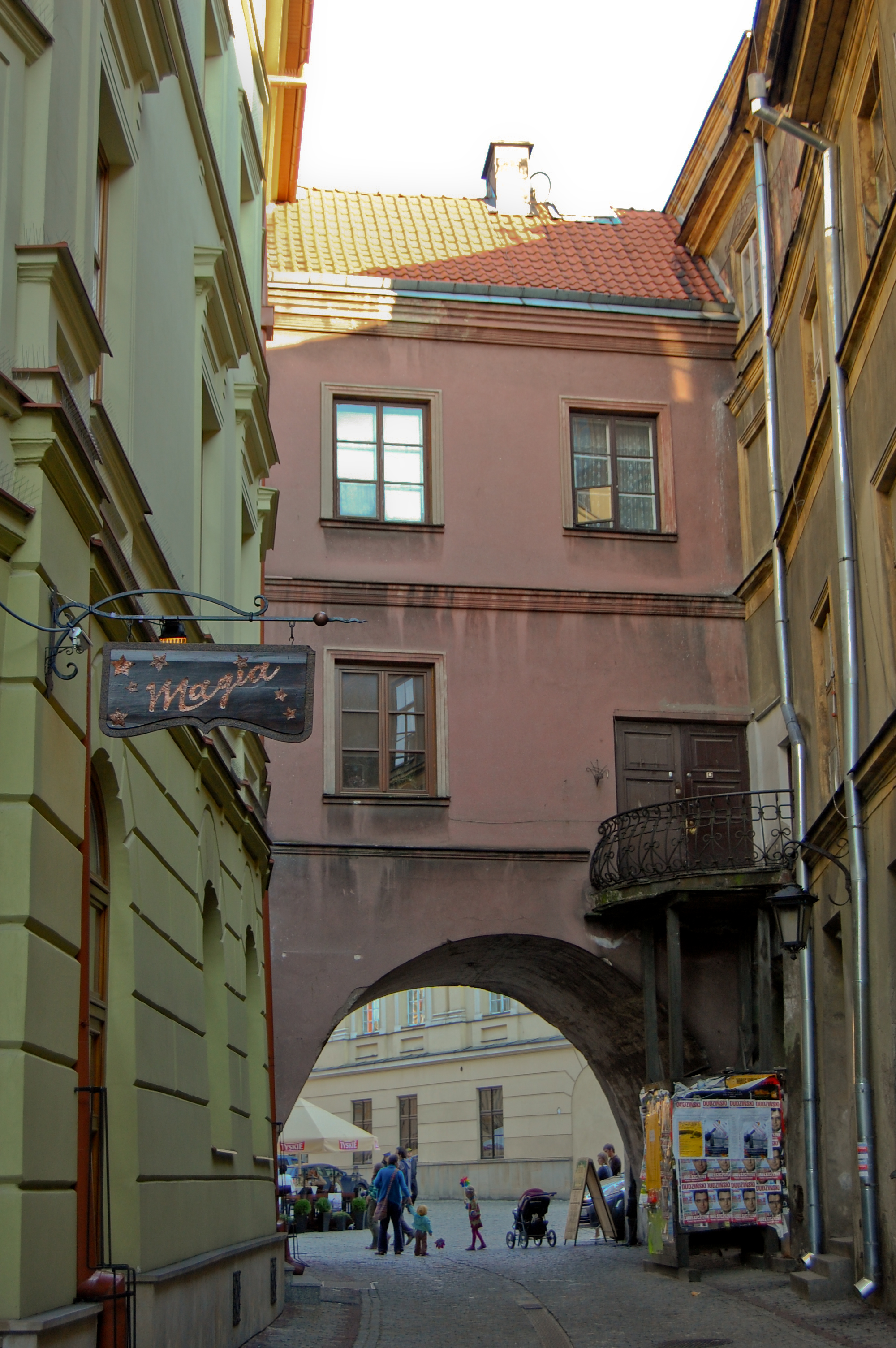
Brama Rybna

  - kamienica Klonowica, Rynek 2 – jej fasadę zdobią sgraffitowe medaliony z wyobrażeniami znanych osób związanych z Lublinem: Sebastiana Klonowica, Biernata z Lublina, zmarłego w Lublinie Jana Kochanowskiego oraz Wincentego Pola.
  - kamienica, Rynek 3
  - kamienica, Rynek 4
  - kamienica, Rynek 5
  - kamienica Chociszewska, Rynek 6 – rozpoczyna tak zwaną „stronę Lubomelskich” Starego Miasta.
  - kamienica, Rynek 7 – odbudowana po pożarze w XVI wieku w stylu klasycystycznym.
  - kamienica Lubomelskich, Rynek 8 – z zachowanym renesansowym portalem oznaczonym datą 1540 i cennymi polichromiami o tematyce świeckiej. Jej fasada ma bardzo specyficzny czerwony odcień. U szczytu budowli znajduje się wmurowana w fasadę attyka renesansowa. W piwnicy budynku zachowały się renesansowe malowidła.
  - kamienica Pod Lwami, Rynek 9 – renesansowa kamienica, której właścicielem był pierwotnie Jerzy Organista. Jej gzyms zdobią trzy kute w kamieniu lwy.
  - kamienica Rynek 10
  - kamienica, Rynek 11
  - kamienica Konopniców, Rynek 12 – jako jedna z nielicznych zachowała oryginalną fasadę pokrytą świeckimi malowidłami.
  - kamienica Muzyków, Rynek 16 – pierwotnie była własnością Stanisława Mężyka, rajcy lubelskiego. Ze względu na dekorację zyskała nazwę kamienicy Muzyków, gdyż zdobi ją fryz z postaciami grajków, poświęcony Janowi z Lublina.
  - kamienica Wieniawskich, Rynek 17 – mieszkał w niej Tadeusz Wieniawski, ojciec skrzypka i kompozytora – Henryka Wieniawskiego, który urodził się tu w 1835 r.
  - kamienice, Grodzka 5 i 5a – na parterze kamienic znajduje się Muzeum Aptekarstwa. Kiedyś stanowiły odrębną własność, od XVII wieku należały do rodziny lubelskich aptekarzy – Lewickich, wobec czego zostały połączone jedną klatką schodową.
  - kamienica, Grodzka 11 – powstała na początku XVII wieku jako plebania kościoła farnego. Po wyburzeniu fary została przejęta przez Skarb Państwowy w 1870 r. i przekazana gminie żydowskiej jako przytułek dla ubogich.
  - kamienica, Grodzka 23 – znajduje się na skraju Starego Miasta od strony południowo-zachodniej na pochyłości skarpy, tuż za dawnym murem obronnym przy Bramie Grodzkiej. Powstała w XVII wieku jako budynek drewniany, a w 1784 roku architekt Jan Tobiasz Heinze pobudował kamienicę murowaną.
  - kamienica przy ulicy Archidiakońskiej 3
  - kamienica przy ulicy Archidiakońskiej 6
  - mansjonaria, Archidiakońska 9 – pierwotnie baszta w murach miejskich, z furtą prowadzącą z zamku do kościoła farnego. Po powołaniu w XVI wieku grupy mansjonarzy (duchownych, których zadaniem było stałe rezydowanie przy farze) przebudowano basztę na kamienicę mieszkalną.
  - kamienica, Złota 3 – siedziba Muzeum Józefa Czechowicza, będącego filią Muzeum Narodowego. Budynek współgra z otaczającymi go barokowymi kamienicami, choć sam jest wzniesiony w stylu klasycystycznym[7].
  - kamienica, Złota 4 – jej fasada składa się ze złotych fresków, a kończąca budowlę attyka barokowa została wmurowana w gmach i zlewa się z malowidłami. Posiada dwie bramy, z czym wiąże się lubelska legenda o starym złotniku i jego pięknej córce.
  - Brama Rybna – XV-wieczna brama zrekonstruowana całkowicie po II wojnie światowej. Należała niegdyś do właścicieli kamienic Rynek 5 i Grodzka 2, z którymi sąsiaduje. Prowadzi do Placu Rybnego, gdzie dawniej odbywał się ożywiony handel.
  - kamienica Bractwa Różańcowego, Rybna 3
  - pałac Pawęczkowskich, Rybna 10 – powstały w pierwszej połowie XIX wieku w wyniku przebudowy nieukończonego kościoła i klasztoru trynitarzy, którzy przenieśli się do opuszczonych budynków pojezuickich.
- pałace Na Korcach (ob. ul. Królewska):
  - zespół pałacu biskupiego, ul. Królewska 11. Kompleks składa się z dwóch budynków połączonych ze sobą kaplicą. Jeden z nich jest siedzibą Kurii Metropolitarnej, w drugim rezyduje arcybiskup. Powstał jako rezydencja szlachecka, a w ręce kurii biskupiej, wraz z sąsiednim pałacem Konsystorskim, dostał się w 2. poł. XIX stulecia. W skład zespołu pałacowego wchodzą:
    - pałac Łańcuchowskich, ob. biskupi
    - pałac konsystorski
    - kaplica
    - ogrodzenie
    - ogród

  - pałac Jabłonowskich-Sapiehów
  - pałac Pociejów, ul. Królewska 17 – obecnie siedziba Domu Słów[8].

## Śródmieście
Wybrane zabytki znajdujące się na obszarze Śródmieścia:

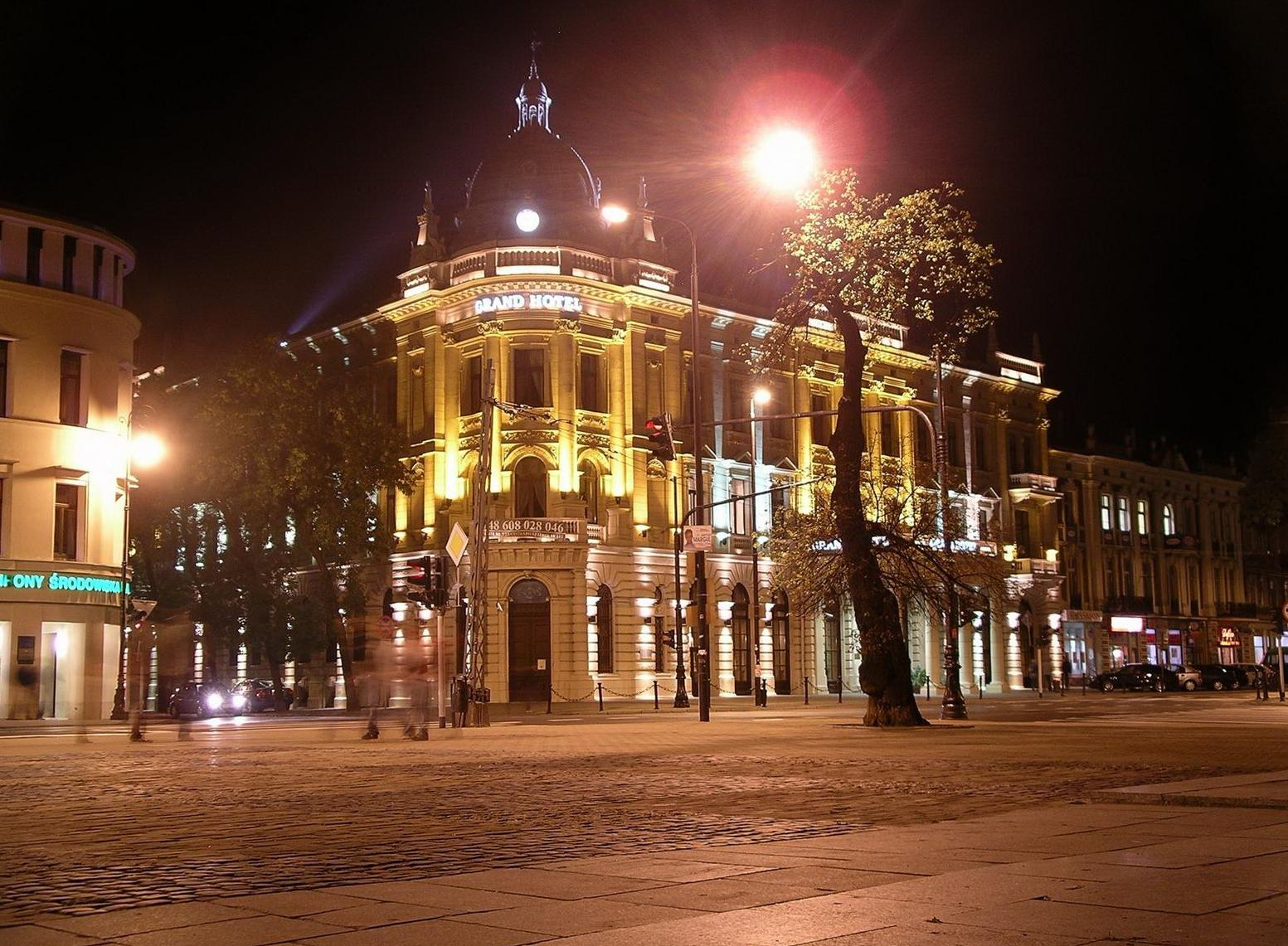
Grand Hotel Lublinianka przy placu Litewskim

- plac Litewski – ukształtowanie placu z zabudową (m.in. pomnik Unii Lubelskiej)
- plac Władysława Łokietka
- park miejski „Ogród Saski” z neogotyckim „domkiem odźwiernego” i kapliczką
- „Domek Kata” – szubienica miejska
- Teatr im. Juliusza Osterwy

- kościoły:
  - kościół pw. Świętego Ducha
  - kościół fil. pw. św. Jozafata
  - kościół Nawrócenia św. Pawła

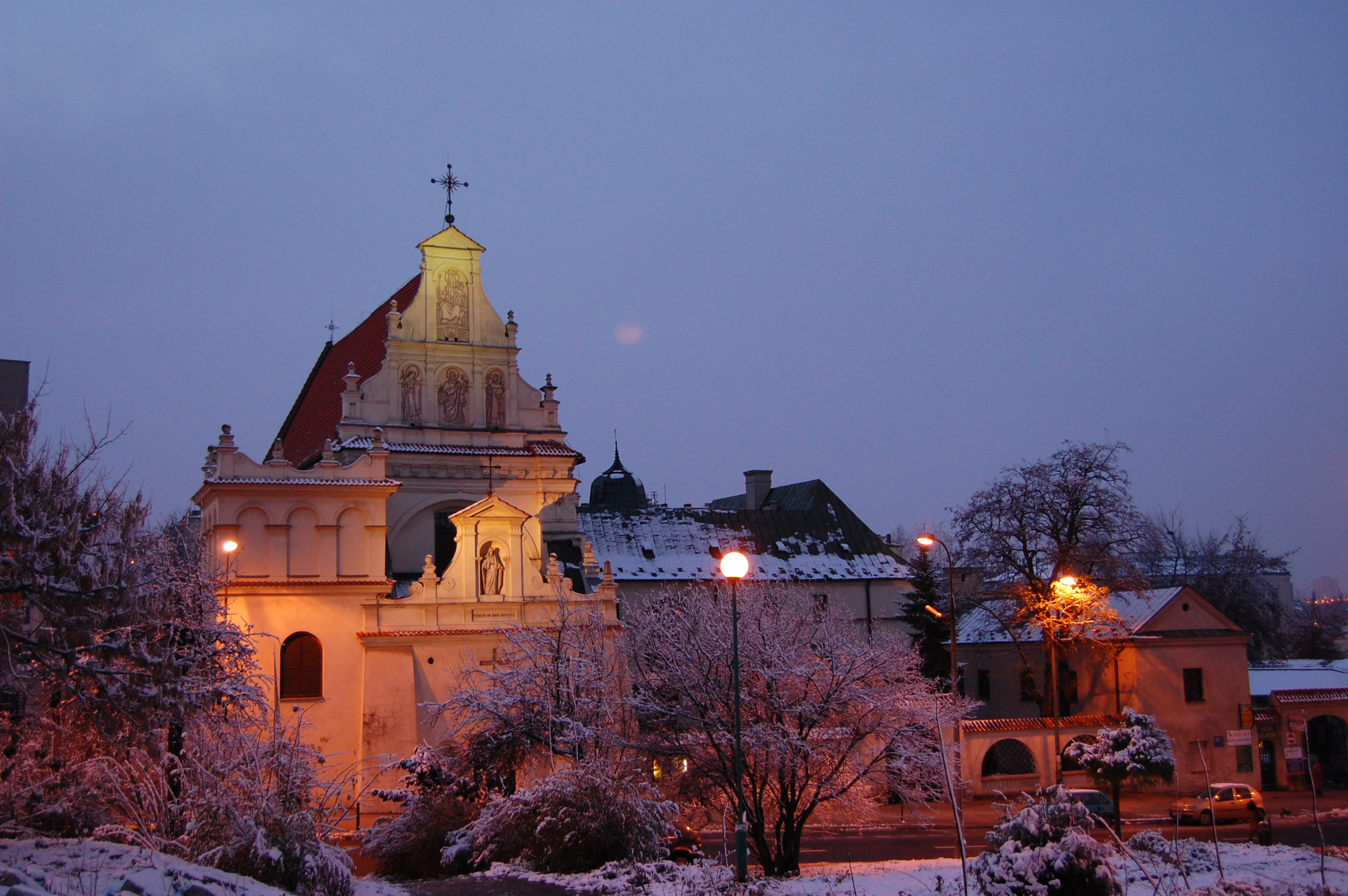
Kościół św. Józefa przy ul. Świętoduskiej

  - kościół św. Józefa Oblubieńca NMP
  - kościół Ewangelicko-Augsburski Świętej Trójcy
  - sobór Przemienienia Pańskiego

- pałace i dwory:
  - pałac Czartoryskich
  - pałac Lubomirskich
  - pałac Parysów
  - pałac Pociejów z Domem Słów
  - pałac Potockich
  - pałac Sobieskich
  - pałac Tarłów
  - dwór Gorajskich

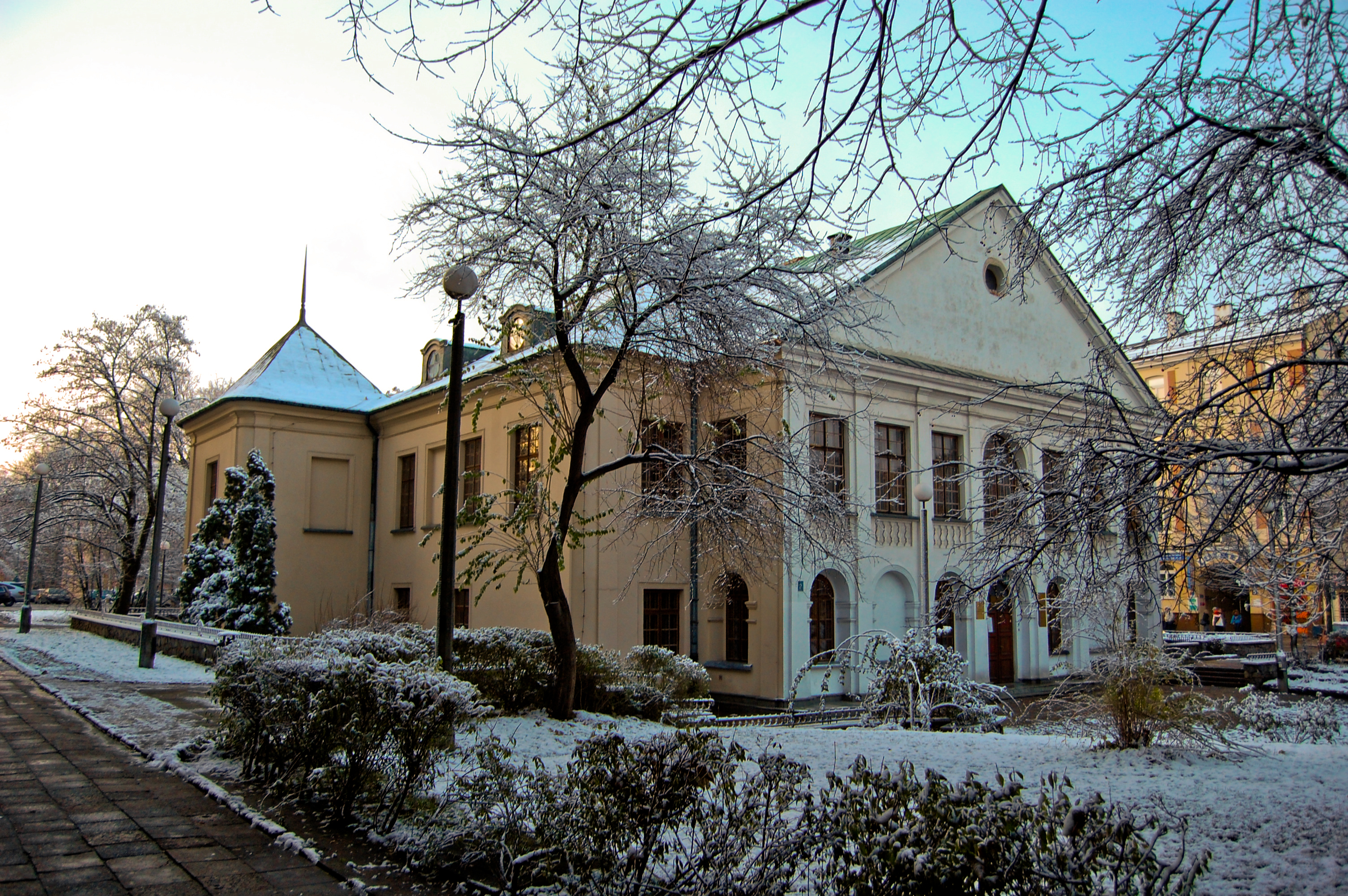
Pałac Czartoryskich

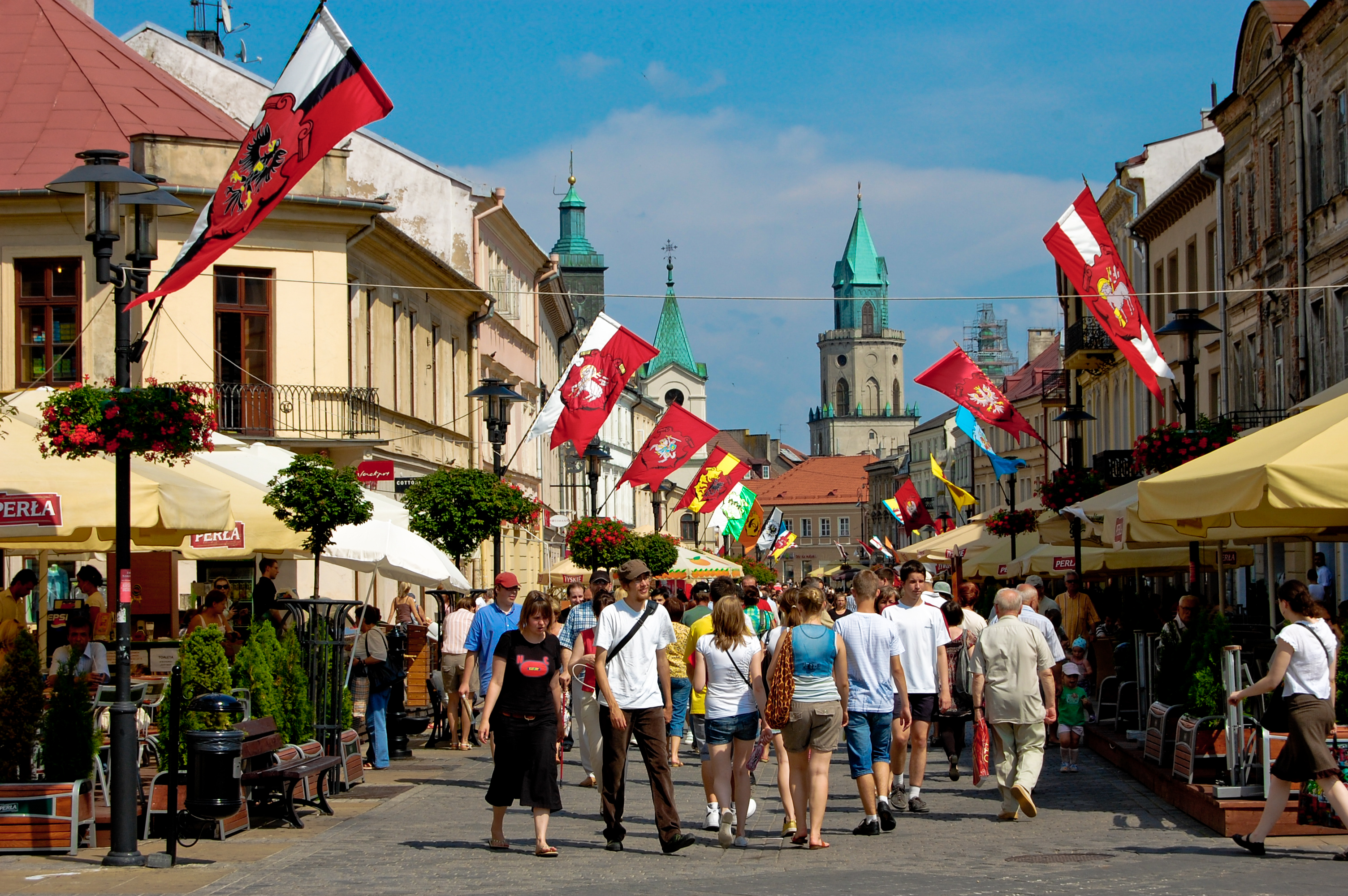
Krakowskie Przedmieście

- liczne zabytki przy ul. Krakowskie Przedmieście i pl. Litewskim, m.in.:
  - Nowy Ratusz
  - Grand Hotel Lublinianka, czyli dawny dom Kasy Przemysłowców Lubelskich
  - Hotel EuropaHotel "Europa"

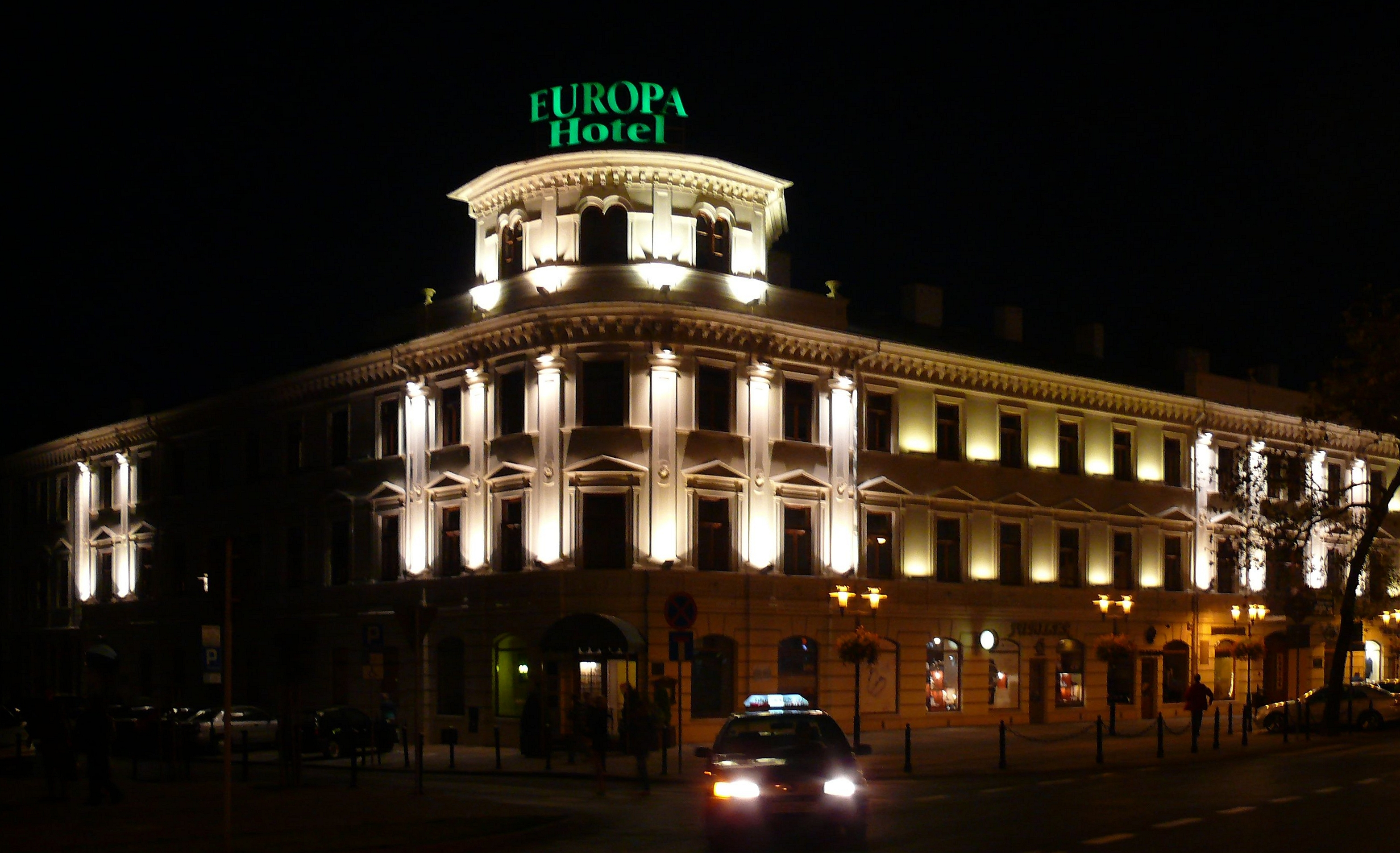
Hotel "Europa"

  - Siedziba Sądu Okręgowego, dawny gmach Towarzystwa Kredytowego Ziemskiego[9] Budynek Sądu Okręgowego
  - Siedziba sądu rejonowego
  - „Bank Państwa” z oficynami
  - Resursa Kupiecka

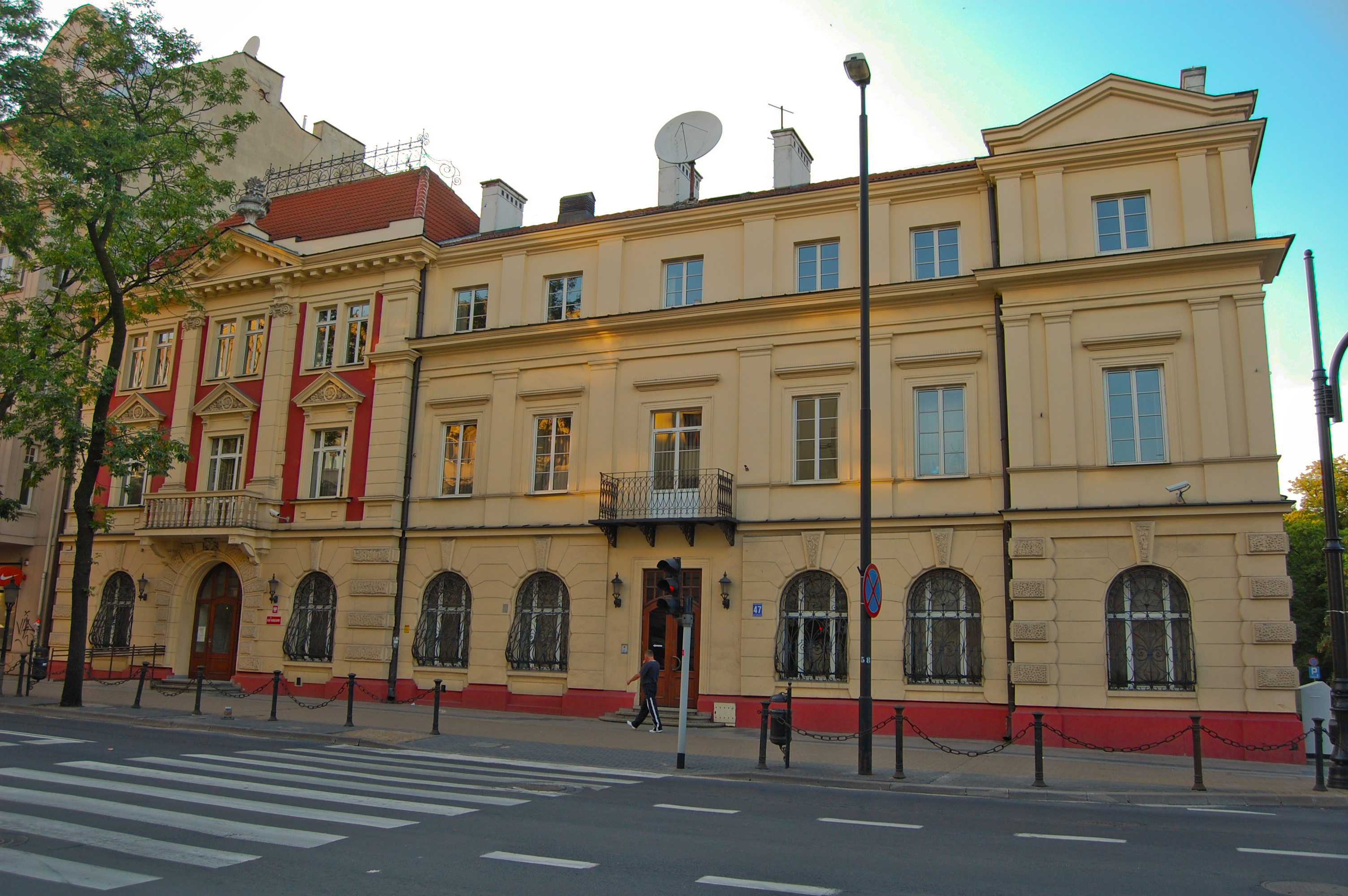
Budynek Sądu Okręgowego

  - kamienice przy Krakowskim Przedmieściu
  - gmach Rządu Gubernialnego

- Jeszywas Chachmej Lublin:
  - synagoga-muzeum
  - dwuczęściowa mykwa

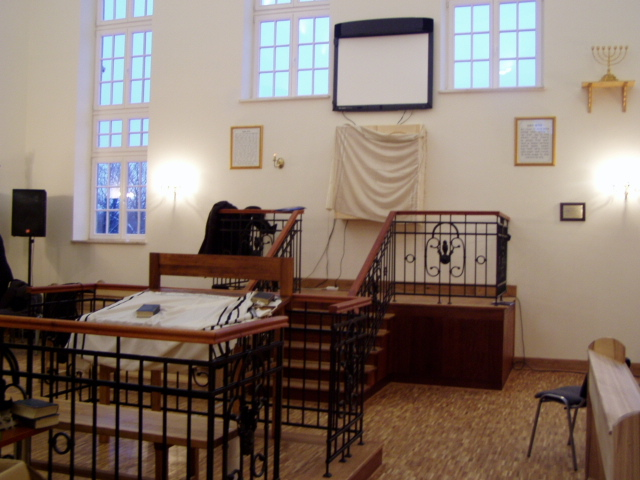
Widok na Aron ha-kodesz w synagodze-muzeum lubelskiej jesziwy

- zespół cmentarzy miejskich przy ul. Lipowej z 1795 r.:
  - cmentarz rzymskokatolicki
  - cmentarz prawosławny
  - cmentarz ewangelicko-augsburski
  - cmentarz wojskowy
  - ogrodzenie z czterema bramami
  - cerkiew cmentarna
- zespół biblioteki im. Hieronima Łopacińskiego
  - dom dawnego Lubelskiego Związku Pracy Kulturalnej
  - dwie oficyny popijarskie
  - ogród

## Wzgórze Czwartek

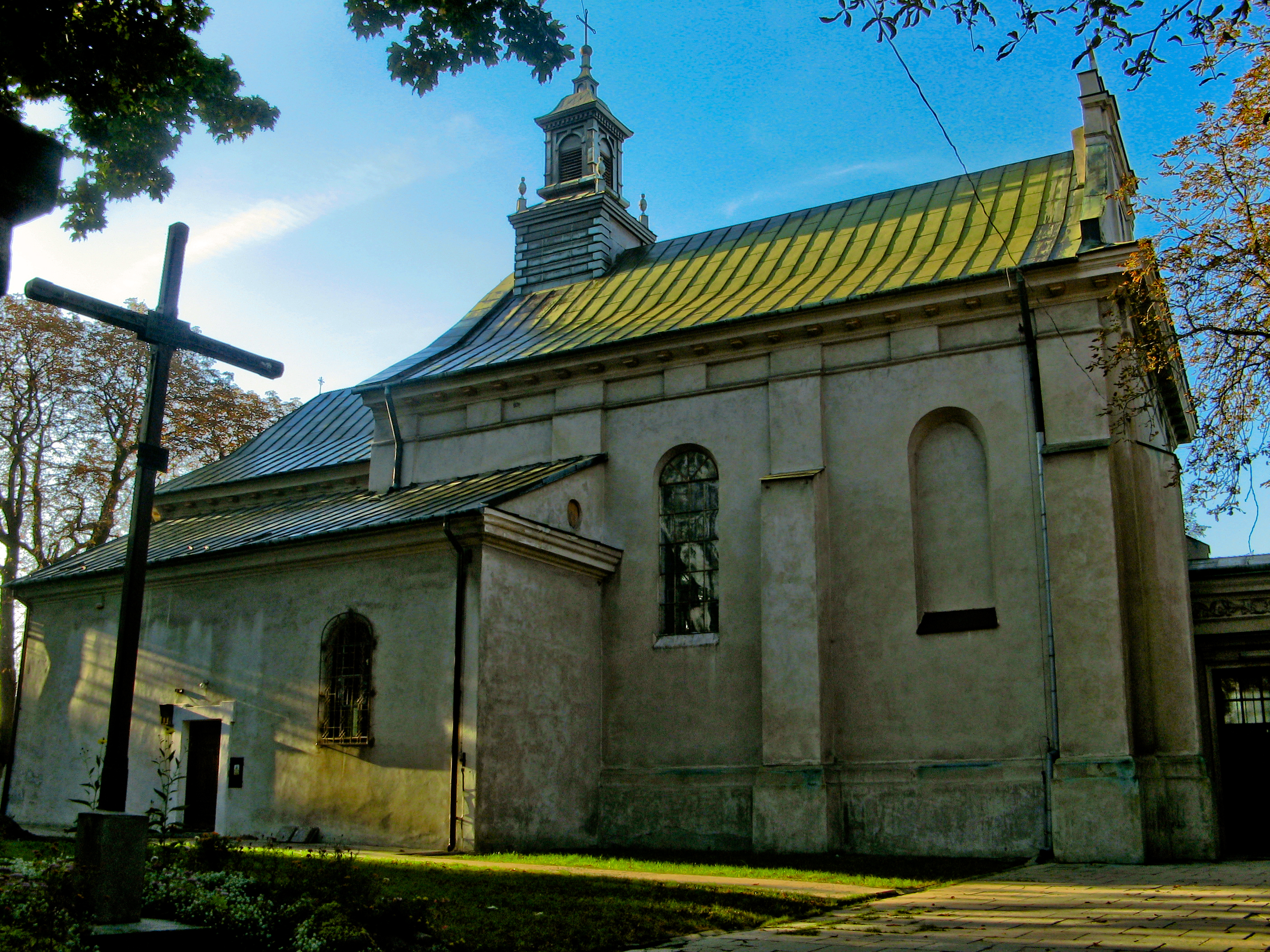
Kościół św. Mikołaja

Lista zabytków znajdujących się na obszarze Wzgórza Czwartek:
- kościół św. Mikołaja
  - kościół parafialny
  - dzwonnica
  - cmentarz przykościelny

## Kalinowszczyzna
Lista zabytków znajdujących się na obszarze dzielnicy Kalinowszczyzna:
- stary cmentarz żydowski

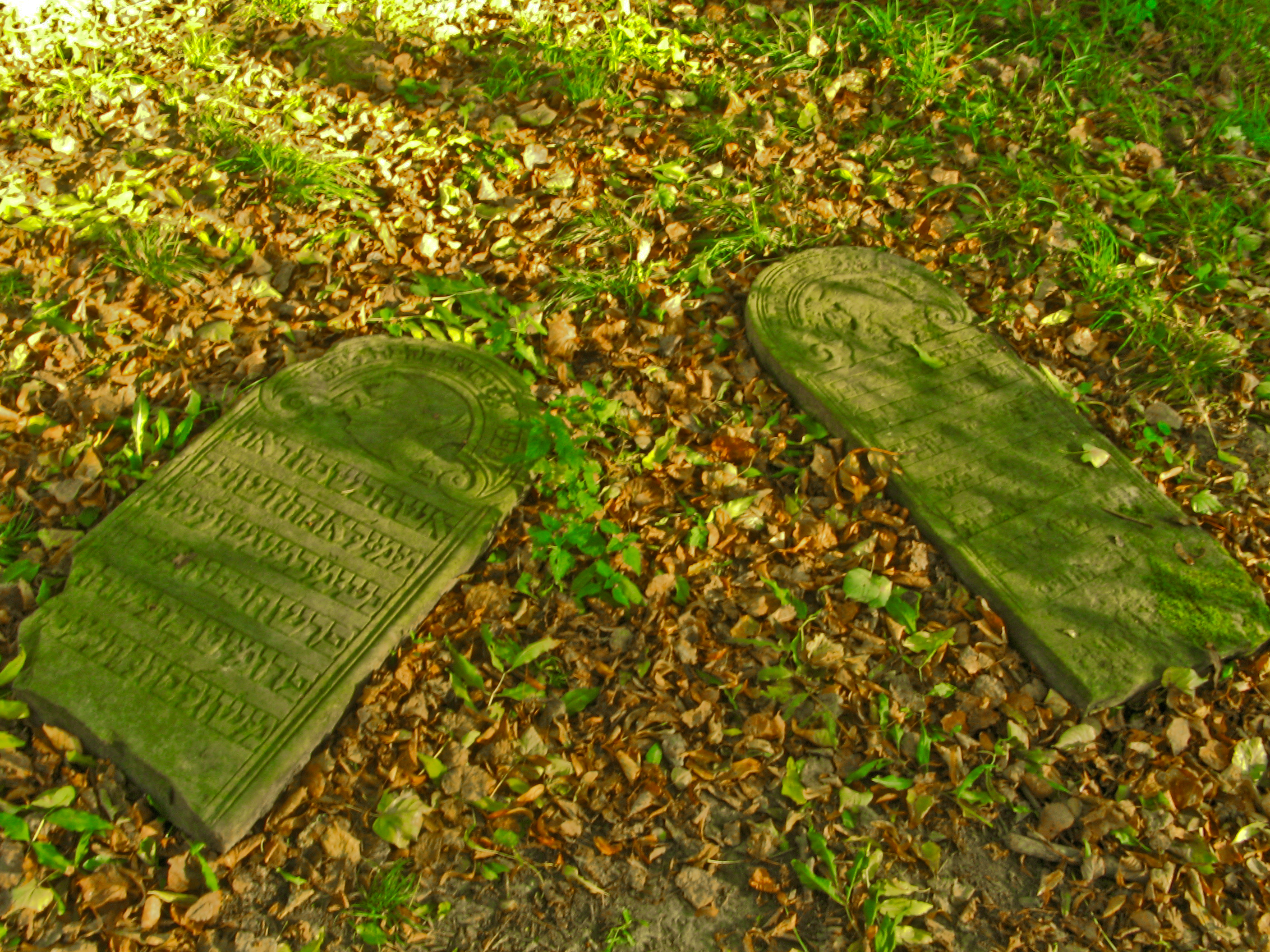
Macewy na starym cmentarzu żydowskim

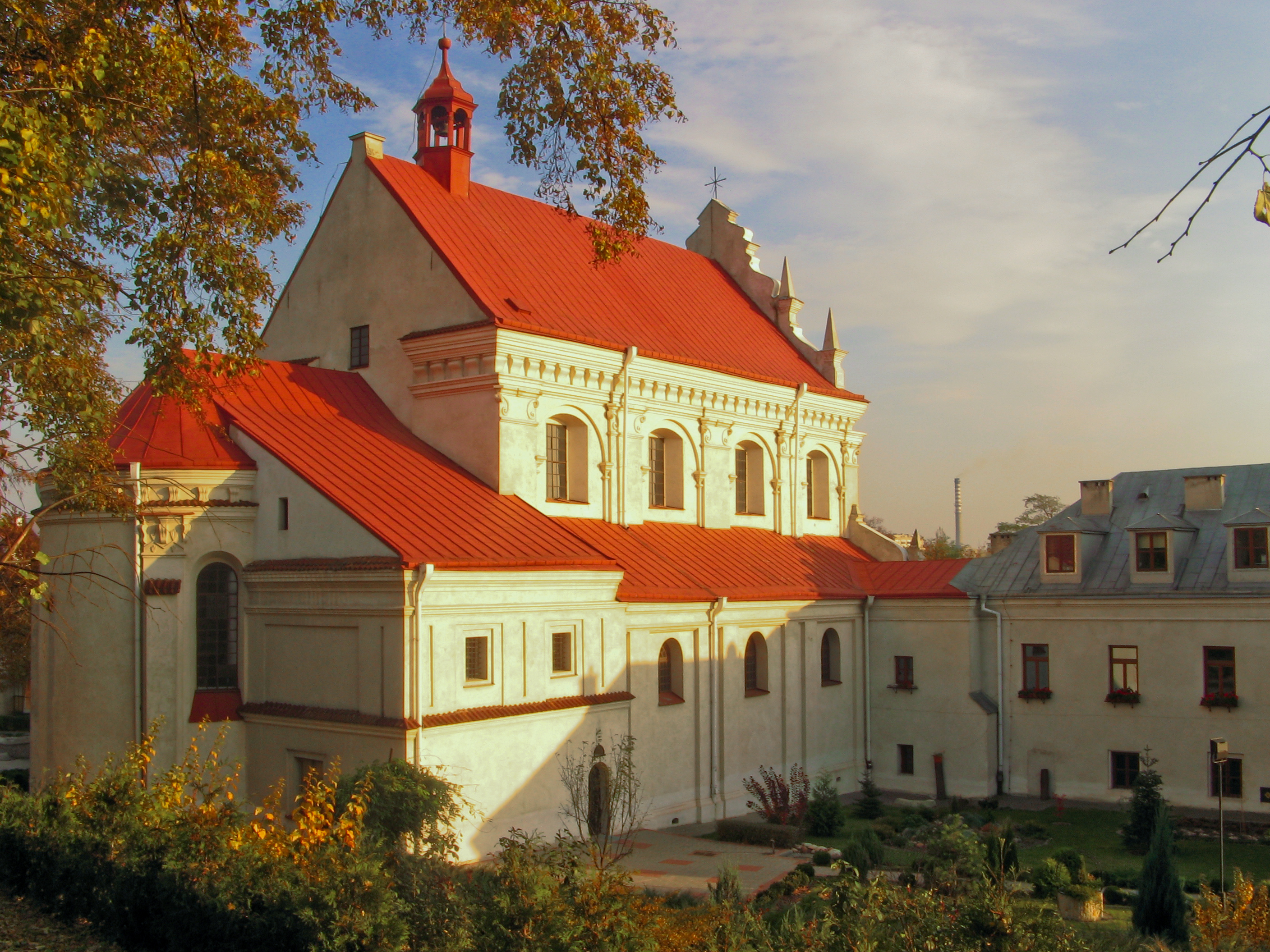
Kościół św. Agnieszki

- zespół klasztorny franciszkanów, ob. salezjanów
  - kościół pw. Matki Bożej Anielskiej
  - klasztor
- zespół klasztoru augustianów
  - kościół św. Agnieszki
  - klasztor
  - dzwonnica
  - dawny szpital, obecnie dom mieszkalny

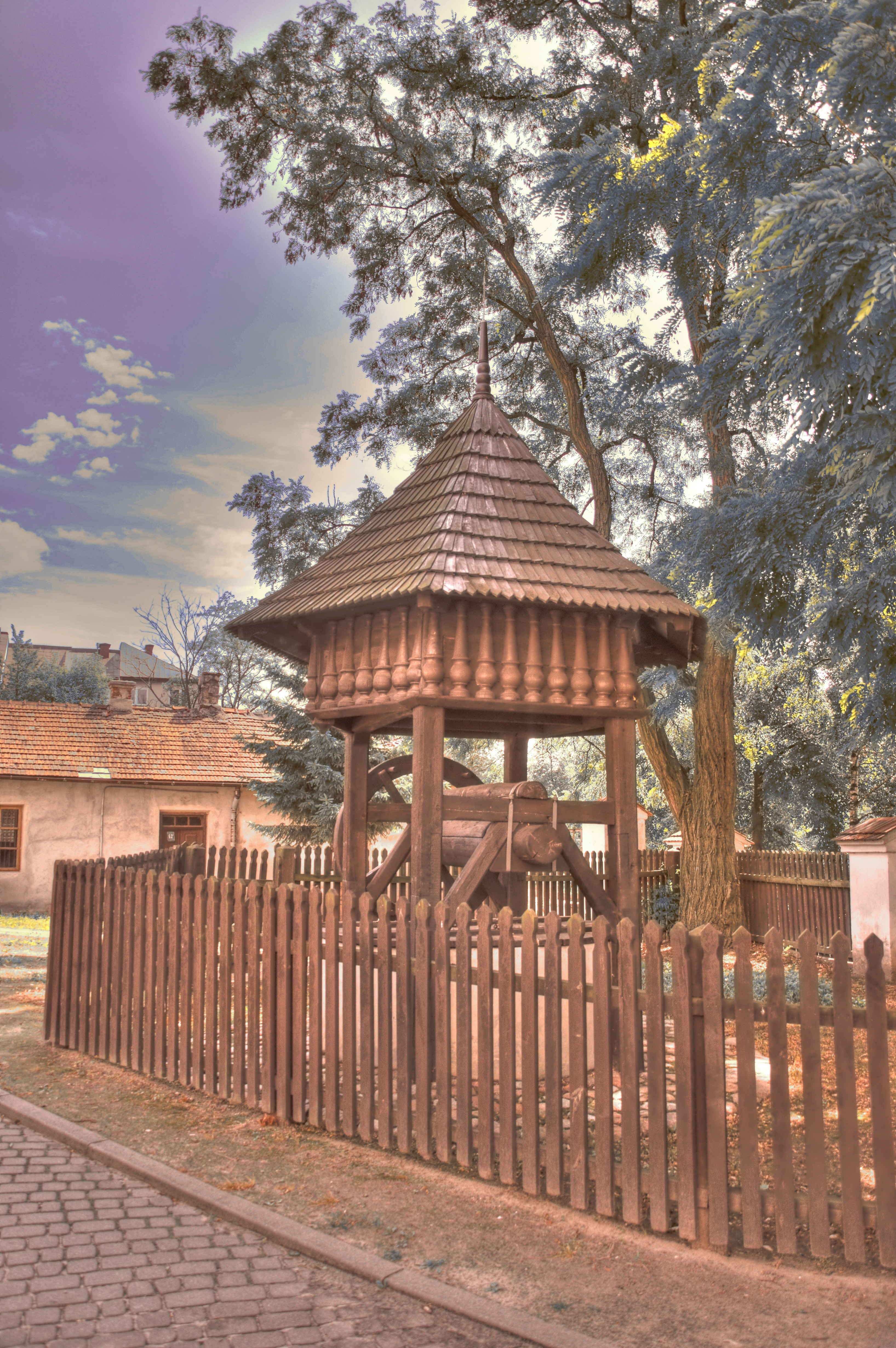
Studnia przy kościele Św. Agnieszki

  - studnia drewnianaStudnia przy kościele Św. Agnieszki
  - figura Matki Bożej na kolumnie
  - cmentarz przykościelny
- dwór-muzeum Wincentego Pola
- Czerwona Karczma „Budzyń”

## Inne dzielnice

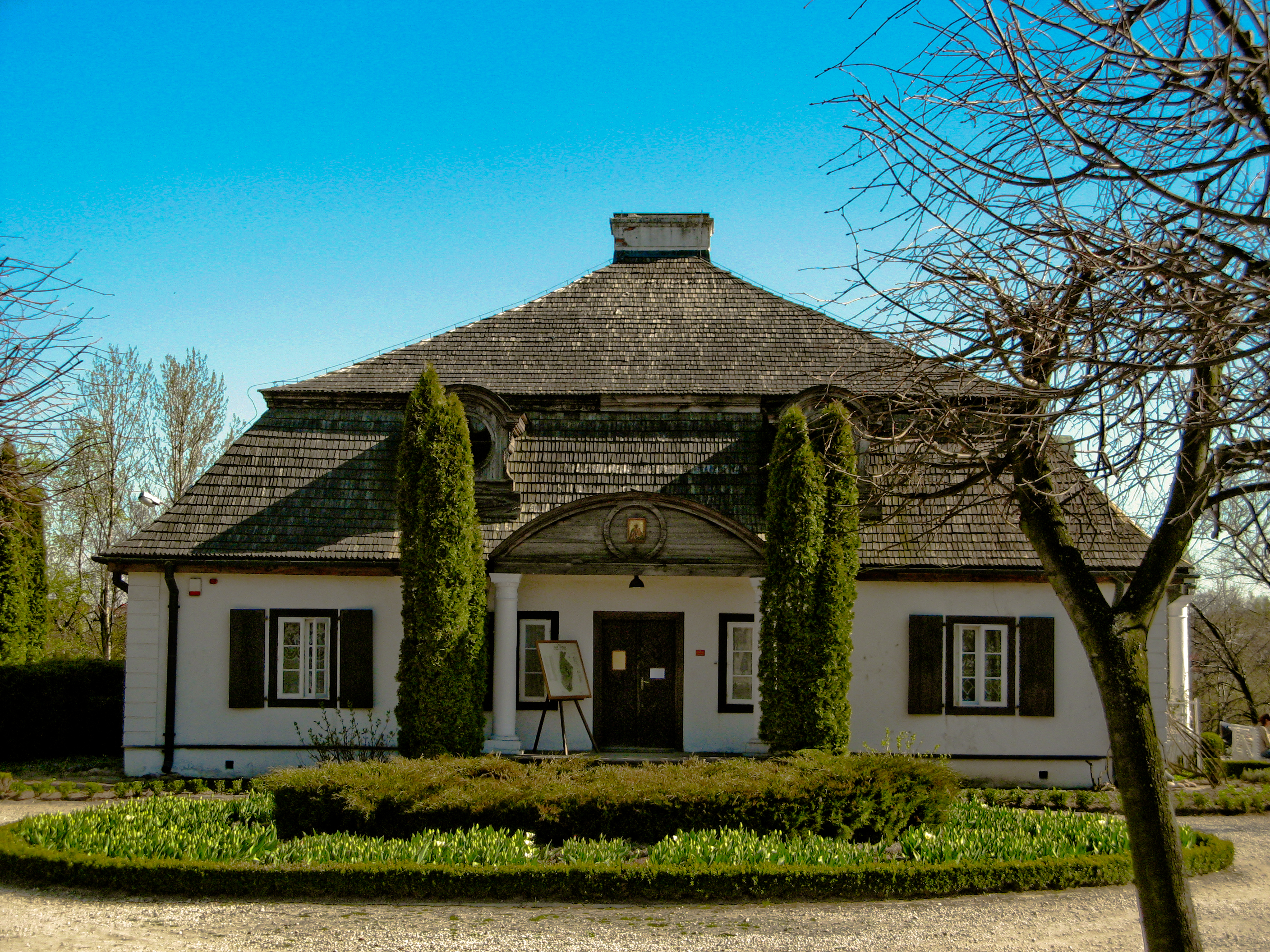
Muzeum Wsi Lubelskiej, dwór z Żyrzyna

- muzeum Wsi Lubelskiej – skansen, ul. Warszawska

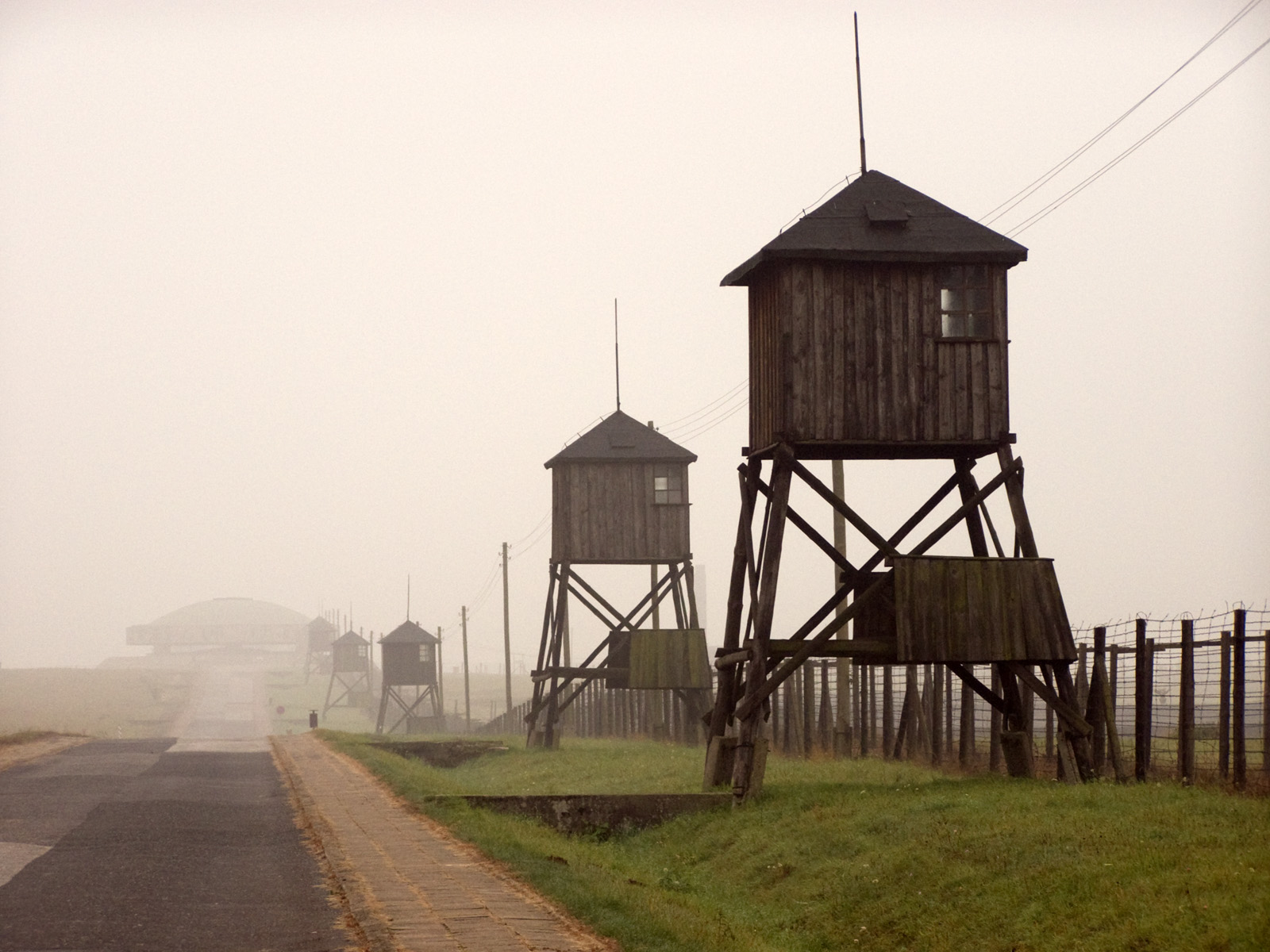
Wieże wartownicze na Majdanku

- dawny niemiecki obóz koncentracyjny na Majdanku: Wieże wartownicze na Majdanku
  - niemiecki obóz koncentracyjny, obecnie muzeum
  - Pomnik Walki i Męczeństwa
  - Mauzoleum
- ratusz w Głusku:
  - ratusz miejski
  - fragment dawnego rynku miasta Głuska
- wieża ciśnień przy Alejach Racławickich
- Most Mariana Lutosławskiego